# Lemaireodirphia oaxacana
Lemaireodirphia oaxacana is een vlinder uit de familie nachtpauwogen (Saturniidae). De wetenschappelijke naam is voor het eerst gepubliceerd in 2012 door Ronald Brechlin & Frank Meister.

## Type
- holotype: "male, 13-23.VII.2004. leg. Bernhard Wenczel. Barcode: BC-RBP 5924"
- instituut: Museum Witt München later naar Zoologische Staatssammlung München, München, Duitsland
- typelocatie: "Mexico, Est. Oaxaca, road San Gabriel-NW of San Pedro, 2200 m., Portillo Lachao Viejo, ca. 16.52°N, 96.30°W"